# Cadillac V12/V16
De Cadillac V12/V16 is een auto van Cadillac. De Cadillac V16 kwam in 1930 in productie. Cadillac verkocht dat jaar 2500 V12's. Het verkoopaantal was best wel veel, omdat de auto net na de beurskrach van 1929 kwam. In 1931 kwam Cadillac ook met de V12-versie, die versie was de V16 maar dan met een andere motor. Tot 1937 werden er per jaar duizenden verkocht, maar in 1937 verdween de V12-versie en werd de V16 omgeruild voor een goedkopere V16 met een grotere blokhoek. De nieuwe Cadillac werd nooit zo populair. Tussen 1937 en 1940 werden er maar iets van 500 exemplaren verkocht.